# Agathosma florida
Agathosma florida är en vinruteväxtart som beskrevs av Otto Wilhelm Sonder. Agathosma florida ingår i släktet Agathosma och familjen vinruteväxter. Inga underarter finns listade i Catalogue of Life.